# 臺北市政府訴願審議委員會
臺北市政府訴願審議委員會（簡稱臺北市訴願會），2005年成立，曾是臺北市政府所屬一級機關，現已合併至臺北市政府法務局。

## 機關簡介
臺北市訴願會是獨立運作的訴願審議機關，依據《臺北市政府訴願審議委員會組織規程》所設立，具有獨立的編制與預算，並在台北市市長的充分授權下，依法獨立運作，公平公正審議訴願案件。
訴願會委員除主任委員、副主任委員外，全部是聘請府外學者、專家及社會公正人士擔任。2009年1月，委員會局部改組，為了因應訴願業務之需要，延攬具有法律、地政、勞工及社會等專業領域之專家。
2012年9月18日，訴願會與臺北市政府法規委員會合併成立臺北市政府法務局。